# Dextromoramidă
Dextromoramida este un analgezic opioid mai puternic decât morfina, dar cu durată de acțiune mai scurtă. Este utilizat în tratamentul durerilor moderate până la severe, în Olanda.
Molecula a fost descoperită și brevetată în anul 1956 de către Paul Janssen de la Janssen Pharmaceutica.